# AddThis
AddThis — широко используемый сервис обмена ссылками в социальных сетях. Запущен в 2006 году, в 2016 году приобретён корпорацией Oracle. По состоянию на 2016 год обрабатывал 1,9 млрд уникальных посетителей в месяц и обслуживал около 15 млн веб-сайтов. Сервис прекратил работу с 31 мая 2023 года.

## История
Работа над проектом началась в марте 2006 года, тогда же было выкуплено доменное имя addthis.com у предыдущего владельца. В 2008 году компания, владеющая сервисом, была куплена фирмой Clearspring, согласно планам компании, все продукты по обмену содержимым должны были пройти ребрендинг под торговую марку AddThis. В 2012 году компания Clearspring поменяла своё имя на AddThis; вместе с этим пользователи сервиса получили три новых виджета: «Follow», «Trending Content» и «Welcome Tool».
В январе 2016 года владелец сервиса вместе со всеми его активами поглощён корпорацией Oracle, сумма сделки оценена на уровне не более $200 млн.

## Критика
AddThis и подобные агрегаторы кнопок заманивают владельцев веб-сайтов, предоставляя им аналитические отчеты о популярности различных сетей и упрощая интеграцию множества кнопок. Однако AddThis фактически собирает и агрегирует информацию о посещаемых пользователями веб-сайтах, используя cookies и supercookies с целью дальнейшей продажи сервисам контекстной рекламы.